# Съветска армия
Съветската армия (на руски: Советская армия) е официалното наименование в периода 1946 -1991 г. на основните формирования на Въоръжените сили на СССР – Сухопътни войски, Военновъздушни сили, Войски за противовъздушна отбрана и Ракетни войски със стратегическо предназначение (с изключение на Военноморските сили, Граничните и Вътрешните войски).
След Втората световна война и до разпадането на СССР войски от Съветската армия присъстват на територията на страни от Източния блок в Европа и вземат участие във въоръжени конфликти както в Европа, така и в Азия (Корея, Виетнам, Афганистан).
Във връзка с нахлуването на съветски войски в България през септември 1944 г. в повечето областни центрове в България по време на Народна република България са издигнати паметници на Съветската армия.

## История

### Работническо-селска червена армия (1918 – 1945)
Разпадът на Руската императорска армия започва в резултат на Февруарската революция от 1917 г. След като болшевиките завземат властта в края на 1917 г., съветското правителство започва да прилага политиката на болшевишката партия за унищожаване на институциите на буржоазната държава, включително старата армия и флот. Класиците на марксизма многократно са казвали, че по време на социалистически революции пролетариатът трябва да реорганизира старата армия и да я замени с всеобщо въоръжаване на народа. Такива въоръжени сили започват да се създават по време на Февруарската революция – така наречената Червена гвардия. Но участието на Русия в световната война изисква създаването на редовна армия, вече в условията на съветската държава. Армията е преименувана на Червена армия през 1917 г.
Червената армия взема участие в редица конфликти: Гражданската война в Русия, Полско-съветската война, съветско-китайския и съветско-японските погранични конфликти, съветското нахлуване в Полша, Зимната война с Финландия, съветското нахлуване в Манджурия. Най-голяма известност придобива с ролята си за разгрома на нацистка Германия през Втората световна война.

### Съветска армия (1946 – 1991)

#### Трансформация на армията през 1946 – 1949 г.
През февруари-март 1946 г. Народните комисариати на отбраната и Военноморските сили са обединени в Министерство на въоръжените сили на СССР. През март 1946 г. маршал Георгий Жуков е назначен за командир на Сухопътните войски, но още през юли е заменен от маршал Иван Конев.
През 1945 – 1946 г. производството на оръжие в СССР рязко намалява. Освен стрелковото оръжие, най-голямо намаление има в годишното производство на артилерия (с приблизително 100 хиляди оръдия и минохвъргачки, тоест намаление десетки пъти). По същото време, през 1946 г. се появява първият съветски реактивен самолет, през 1947 г. – стратегическият бомбардировач Ту-4, а през 1949 г. е проведено първото изпитание на ядрено оръжие РДС-1.
След края на Великата отечествена война, на 9 юли 1945 г., Народният комисар на отбраната на СССР издава заповед за разформироване на фронтовете, организиране на нови военни окръзи и промяна на границите на съществуващите. До октомври 1945 г., в допълнение към съществуващите 14 окръга, са създадени още 19 окръга и четири групи войски. След края на войната с Япония през септември 1945 г. фронтовете на Далекоизточния театър на военните действия също са преобразувани във военни окръзи.
Преобразуването на фронтовете във военни окръзи е завършено до 1 октомври 1945 г. От есента на 1945 г. до есента на 1948 г., след демобилизацията, броят на военните окръзи е намален. През посочения период военният окръг е включвал: до 5 комбинирани въоръжени (танкови) армии (корпуси) и/или до 4 мотострелкови (танкови) дивизии с окръжно подчинение. С малки промени тази структура съществува до разпадането на СССР през 1991 г.
В рамките на РСФСР войските са разделени на 15 военни окръга: (Ленинградски, Балтийски, Беларуски, Карпатски, Киевски, Одески, Московски, Севернокавказки, Закавказки, Волжки, Уралски, Туркестански, Сибирски, Забайкалски военен окръг, Далекоизточен). В резултат на съветско-китайските гранични конфликти, през 1969 г. е сформиран 16-ти Централноазиатски военен окръг със седалище в Алмати.
От 1949 г. насам наборът за военна служба се провежда веднъж годишно през ноември-декември. Срокът на служба в сухопътните войски и авиацията е 3 години, във флота - 4 години. През 1968 г. срокът на военната служба е намален в сухопътните войски на две години, във флота на три години, въведен е пролетен набор, а за завършилите институти, които не са получили военна подготовка, срокът на военната служба е определен на една година.

#### Извън СССР
Войските, освободили Източна Европа от нацистите, не са изтеглени след края на войната, а защитават геополитическите интереси на СССР в Източна Европа и стабилността на режимите на новосъздадените социалистически страни. Съветската армия участва и в унищожаването на въоръжената съпротива срещу съветската власт, която продължава с партизански методи в Западна Украйна ((1941 – 1955), виж Украинска въстаническа армия) и в Прибалтика („Горски братя“ (1940 – 1957)).
Най-големият контингент на Съветската армия в чужбина е Групата на съветските войски в Германия (GSFG), наброяваща до 338 хиляди души. Допълват я Северната група войски (разположени в Полша, през 1955 г. наброяват не повече от 100 хиляди души), Централната група войски (Чехословакия) и Южната група войски (Румъния, Унгария; с численост една въздушна армия, две танкови и две мотострелкови дивизии). Освен това съветската армия е постоянно разположена в Куба, Виетнам и Монголия. Съветски войски остават дислоцирани в морската база Порт Артур и Далян на североизточния китайски бряг до 1955 г.

### Студена война
Скоро след края на Втората световна война напрежението между бившите съюзници започва да нараства. Речта на Уинстън Чърчил във Фултън на 5 март 1946 г. обикновено се приема за дата на началото на Студената война. Оттогава армията на СССР започва да разглежда САЩ, Великобритания и техните съюзници от НАТО като най-вероятен враг.
Съветски военни вземат участие в създаването на Корейската народна армия и в Корейската война с военни съветници и военни пилоти.
През 1955 г. е създаден Варшавският договор който укрепва военното сътрудничество между СССР и социалистическите страни от Източна Европа с цел отговор на потенциална конфронтация със страните от НАТО. По заповед на ръководството на СССР Съветската армия потушава антиправителствените протести в Германия (1953 г.) и Унгария (1956 г.).
Скоро след тези събития Никита Хрушчов започва рязко съкращаване на сухопътните въоръжени сили, като едновременно с това увеличава ядрената мощ. На това се противопоставя маршал Жуков, който е изключен от Политбюро през 1957 г. Количеството съветски ядрени способности все още не е голямо до към средата на 80те години на XX век. Създадени са Стратегическите ракетни войски на СССР. През 1968 г. части на Съветската армия, заедно с части на армиите на страните членки на Варшавския договор, нахлуват в Чехословакия, за да потушат Пражката пролет.
Съветската армия участва във Виетнамската война с доставка на оръжие, танкове, хеликоптери и др. военни доставки. Съветски войници свалят през 1965 г. три американски изтребители F-4 Phantom II. Много по-късно съветските власти признават за разполагането на 3 000 военни във Виетнам по време на войната., а по други данни редовите войници са 4 500, а командният състав – 6 500 офицери и генерали. Над 10 000 виетнамски войници са обучени от съветски инструктори.
През 1979 г. Съветската армия нахлува в Афганистан. Загубите в тази война от 1979 до 1989 г. възлизат на около 14,5 хиляди убити.
Последният съветски лидер, Михаил Горбачов, започва всеобхватно съкращаване на армията (1985, 1987, 1989, 1990) по икономически причини. През 1989 г. е обявено, че съветските войски, разположени в страните от Варшавския договор, няма да се намесват в местните политически събития. През същата година съветският контингент от войски е изтеглен от Афганистан. През 1989 – 1990 г. социалистическият лагер в Източна Европа окончателно се разпада и е залят от вълна от антикомунистически революции. В Афганистан муджахидините окончателно завземат властта в социалистически Афганистан, провъзгласявайки ислямска държава.

### Разпадане на СССР
Резултатът е рязко увеличение на стремежите за национална независимост в националните покрайнини на СССР. През март 1990 г. Литва обявява независимост, последвана от други републики. През януари 1991 г. съветската армия е използвана в Литва, за да си възвърне контрола върху обекти на „партийна собственост“, но неуспешно. Към средата на 1991 г. СССР вече е на ръба на разпадането.
Веднага след август 1991 г. ръководството на СССР почти напълно загуби контрол над съюзните републики. На 8 декември 1991 г. президентите на Русия и Украйна и председателят на Върховния съвет на Беларус подписват Беловежките споразумения за разпускане на СССР и създаване на Общност на независимите държави. На 21 декември 1991 г. ръководителите на 11-те съюзни републики – основателки на ОНД – подписват протокол за възлагане на командването на въоръжените сили на СССР „до реформирането им“ на министъра на отбраната на СССР, маршал на авиацията Евгений Иванович Шапошников. Президентът на СССР Горбачов подава оставка на 25 декември 1991 г. На следващия ден Съветът на републиките на Върховния съвет на СССР, се саморазпусна (което не беше предвидено в Конституцията на СССР), , официално обявявайки края на Съветския съюз. Въпреки това някои институции и организации на СССР (например Държавният стандарт на СССР, Комитетът за защита на държавната граница) продължиха да функционират през 1992 г.
През следващата година и половина се правят опити за поддържане на единни въоръжени сили в ОНД, но резултатът е разделянето им между съюзните републики. В Русия това се случи на 7 май 1992 г., когато руският президент Б. Н. Елцин подписа указ за поемане на функциите на Върховен главнокомандващ, въпреки че действащата по това време версия на Конституцията и законът „За президента на РСФСР“ не предвиждаха това. Наборниците от отделните съюзни републики са прехвърлени в техните национални армии. До 1992 г. по-голямата част от останките на Съветската армия в съюзните републики са разпуснати, а гарнизоните от Източна Европа и Балтийските страни са изтеглени до 1994 г. На 31 август 1994 г. се състоя изтеглянето на руските войски от Берлин.
Разделянето на Черноморския флот между Русия и Украйна се превърна в най-острия проблем. Статутът на бившия Черноморски флот на ВМС на СССР е определен едва през 1997 г. с разделянето му на Черноморски флот на ВМС на Русия и ВМС на Украйна. Териториите на военноморските бази в Крим Русия ползва под наем от Украйна до 2042 г. След Оранжевата революция през декември 2004 г. положението се усложнява от редица конфликти, включително обвинения в незаконно отдаване на флота под наем за търговски цели и изземване на фарове. След анексирането на Крим през 2014 г. Русия счита въпроса за Черноморския флот за приключен.

## Организация
До разпадането на СССР през 1991 г., Съветската армия е най-многочислената в света с 5 100 000 редовни военнослужещи.
- Централни военни командни органи
- Стратегически ракетни войски (СРВ)
- Сухопътни сили (СВС)
- Войски за противовъздушна отбрана (ВПВО)
- Военновъздушни сили (ВС)